# Polypterus bichir
Espèce
Statut de conservation UICN

 LC : Préoccupation mineure
Polypterus bichir est une espèce de poissons actinoptérygiens de la famille des Polypteridae.

## Description

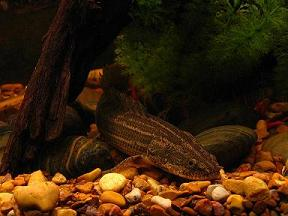
Un spécimen de la sous-espèce P. b. lapradei dans un aquarium.

Ce bichir peut mesurer 74 cm en longueur totale (TL) et peut peser 2,7 kg.

## Aire de répartition
Ce poisson d'eau douce est endémique d'Afrique, où il est présent dans la moitié nord du continent. Il se rencontre dans les pays suivants : le Cameroun, la Côte d'Ivoire, l'Égypte, l'Éthiopie, la Gambie, le Ghana, la Guinée, la Guinée-Bissau, le Kenya, le Mali, la Mauritanie, le Niger, le Nigeria, l'Ouganda, le Sénégal, le Soudan, le Soudan du Sud, le Tchad et le Togo,.
D'un point de vue hydrographique, la sous-espèce Polypterus bichir bichir est présente dans les bassins du Nil, du Tchad et du lac Turkana. P. b. lapradei est présent dans les fleuves (en) du Sénégal, de la Gambie, du rio Geba, de la Volta et du Niger.

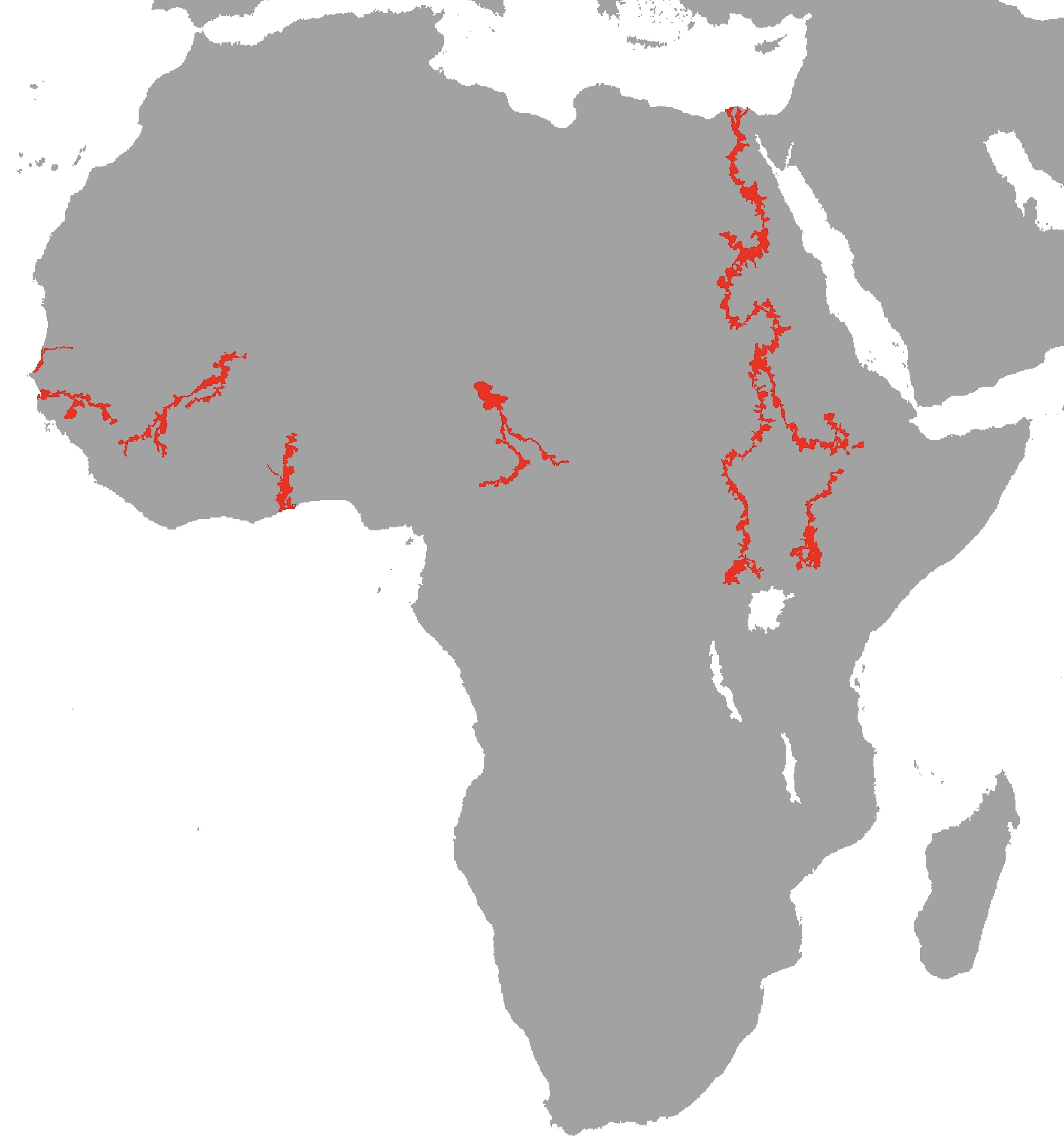
Carte de l'aire de répartition de l'espèce.
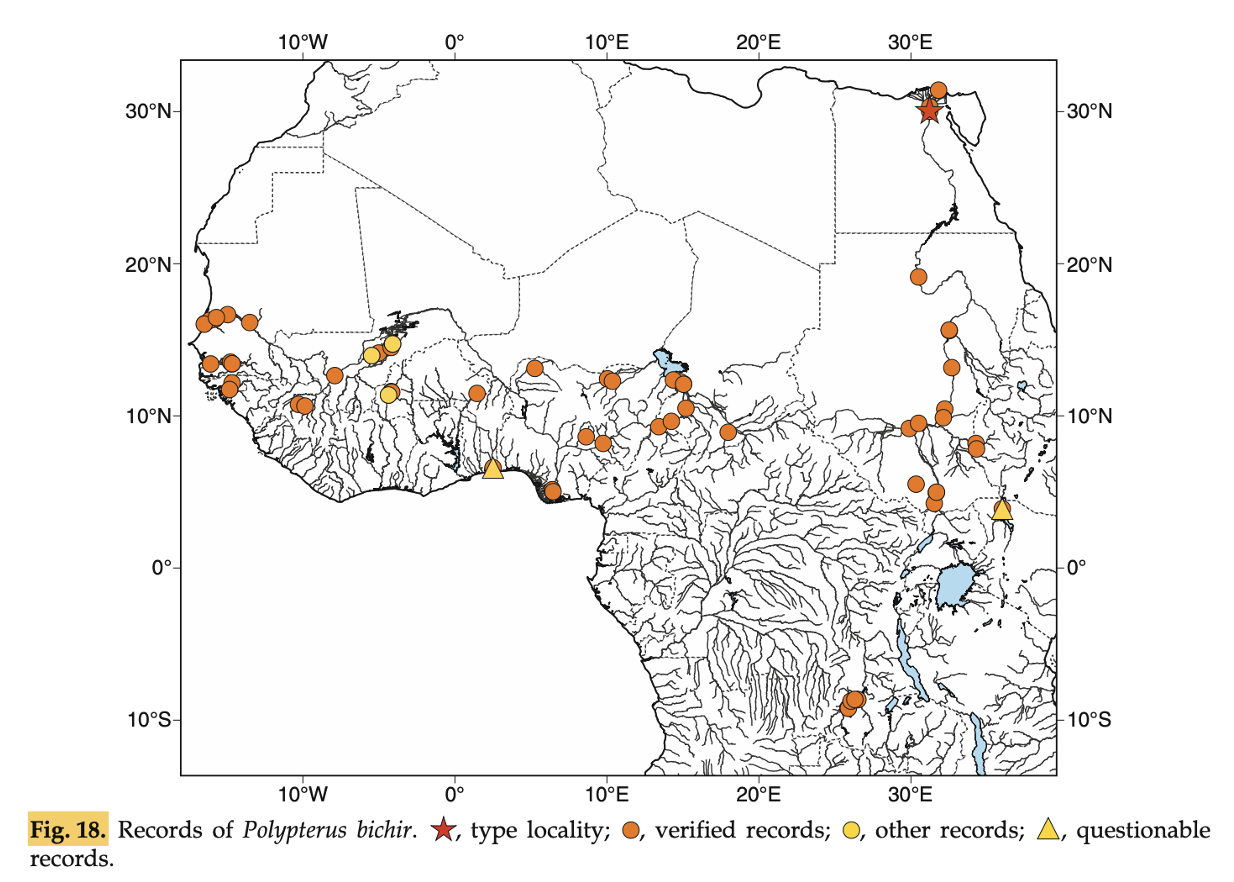
Autre carte de répartition, tirée d'une publication de Timo Moritz et Ralf Britz[3].

## Étymologie
Le nom générique Polypterus est dérivé du grec ancien poly- (« plusieurs ») et de pteron (« aile », « nageoire »). L'épithète spécifique bichir vient d'un nom local de cette espèce.

## Taxonomie
L'espèce a été décrite en 1803 par le zoologiste français Bernard-Germain de Lacépède.

## Polypterus bichiret l'Homme
Polypterus bichir est considéré comme une « espèce de préoccupation mineure » (LC) par la liste rouge de l'UICN.

### Protologue
- (en) Bernard-Germain de Lacépède, Histoire naturelle des poissons, t. cinquième, Paris, chez Plassan, imprimeur-libraire, 1803, 803 p. (lire en ligne).